# Wo die Berge so blau

Wo die Berge so blau (Là où les monts si bleus en français) est un lied de Ludwig van Beethoven composé en avril et publié en décembre 1816 sur un poème d’Alois Jeitteles. Il s’agit du deuxième lied du cycle de mélodie An die ferne Geliebte, Op. 98. 

## Contexte
En 1816, Beethoven est dans un état de santé assez médiocre. Il est très souvent malade et doit également s'occuper de son neveu Karl dont il a obtenu la garde le 9 janvier après plusieurs années de procès. Il garde silencieuse la composition de son cycle An die ferne Geliebte et n'en parle à aucun de ses proches, renforçant la dimension et le sens très intime de cette œuvre. Durant les années 1815 et 1816, Beethoven compose trois œuvres majeures : sa sonate pour violoncelle en do majeur op. 102 no 1, sa sonate pour piano en la majeur op. 101 et son cycle de mélodie An die ferne Geliebte.

## Texte
Beethoven met en musique un poème de Alois Isidor Jeitteles, que celui-ci écrit en 1815 lorsqu'il est âgé de 22 ans. Ses poèmes paraissent à l'époque dans de petits almanachs. On ignore cependant par quel moyen Beethoven prit connaissance de ceux-ci.  
Ce lied dépeint la rêverie d'un amant qui semble vouloir se lancer à la poursuite de sa bien-aimée. Celui-ci apparaît découragé ; il n'y a plus de bonheur pour lui.   
L’on retrouve tout au long du texte des allusions pastorales, comme c'est le cas dans la première strophe (les monts bleus, le brouillard, la primevère, la brise qui souffle, etc.). Les deux premières strophes se terminent par l’expression de la solitude du personnage, prenant place sur « Möchte ich sein ». La deuxième strophe, chantée sur le même ton, symbolise la contemplation et le recueillement ainsi qu’une profonde tension intérieure. L’action se déroule dans un forêt de montagne et des échos se font ainsi entendre dans la trame musicale. Ce deuxième lied est en grand contraste avec la précédente.  
| Texte original |
| Wo die Berge so blau Aus dem nebligen Grau Schauen herein, Wo die Sonne verglüht, Wo die Wolke umzieht, Möchte ich sein! Dort im ruhigen Tal Schweigen Schmerzen und Qual Wo im Gestein Still die Primel dort sinnt, Weht so leise der Wind, Möchte ich sein! Hin zum sinnigen Wald Drängt mich Liebesgewalt, Innere Pein, Innere Pein. Ach, mich zög's nicht von hier, Könnt ich, Traute, bei dir Ewiglich sein! |
| --- |

## Analyse musicale
Ce lied indique une mesure en 
, ce qui donne un aspect aérien à la chanson. Le motif rythmique, composé d’une noire pointée liée à une croche suivie de deux croches, accentue la fluidité de la mélodie. La valeur de la noté liée tombe à chaque fois sur la syllabe forte et finale des anapestes. La première et la dernière strophe des phrases mélodiques ont un même modèle cohérent montant et descendant sur un intervalle de tierce.  La deuxième strophe est chantée à la même hauteur, sur sol, laissant le matériau mélodique à l’accompagnement. Pour la troisième strophe, la mélodie commence sur la note la plus élevée de la phrase précédente et descend par intervalle de tierce, attirant l’attention sur la modification de la structure poétique. Ce parcours est construit de façon symétrique et architecturale. 

### Transition entre "Auf dem Hügel sitz ich aus spähend" et "Wo die Berge so blau"
Le premier lied du cycle « Auf dem Hügel sitz’ich spähend » se conclut sur une cadence en mi bémol majeur. La mesure suivante ainsi que celle d’après répète cette même progression en omettant la dominante (si bémol). La transformation de l’accord depuis la mesure précédente nous amène à la  tonalité de sol majeur sur le premier temps de cette nouvelle mesure en 6/8. Dans la première tonalité (mi bémol majeur), la fonction de l’accord est III. Mais, dans la nouvelle tonalité de sol majeur, celui devient accord de tonique (I). S’ensuit la progression harmonique I-V-I permettant d’établir la nouvelle tonalité. La transition entre la première et deuxième chanson est ainsi accomplie en une mesure. 

### Première strophe
La majeure partie de ce lied est structurée autour de l’alternance des accords de tonique et de dominante. A l'exception de 3, les 16 temps sont harmonisés sur l’accord de tonique. C’est sur cette même construction harmonique que se base la première phrase « Wo die Berge so blau ». Le matériau mélodique est directement dérivé de sa structure harmonique. La phrase commence sur la tonique de sol majeur, elle est ensuite harmonisée sur l’accord de dominante avant de revenir à l’accord de tonique de la même manière. On obtient donc la progression harmonique suivante : I – V – I – V – I. Cette phrase mélodique est le motif harmonique qui est utilisé pour le reste de la mélodie. Quant à la seconde phrase, celle-ci est structurée autour des éléments de l’accord de dominante. La structure harmonique y est complètement inversée. Ainsi, pour la première phrase nous avions I - V - I - V – I, et pour la deuxième nous obtenons V – I – V – I – V. 
La troisième phrase consiste en une répétition des trois dernières notes de l’accord de dominante et des accords de la deuxième phrase. La quatrième phrase est une répétition de la deuxième, seul le texte diffère. Quant à la cinquième phrase, elle reprend le matériau mélodique de la première mais la partie vocale se situe cette fois-ci une tierce au-dessus. L’alternance entre l’accord de tonique et de dominante est rompue lors de la dernière phrase « Möchte ich sein ». La progression harmonique est répétée deux fois : une fois dans l’accompagnement seul, et une seconde fois avec voix et acompagnement. 

### Deuxième strophe
La transition avec la strophe précédente se réalise dans l’accompagnement en passant par les quatre dernières notes du matériau mélodique. Contrairement à la première modulation, celle-ci semble  consister davantage en une structure d’accords. Cette seconde strophe est construite similairement à la première. La tonalité est do majeur. La mélodie est entièrement portée par l’accompagnement sur des intervalles de tierces pendant que la voix se trouve sur le cinquième degré de la gamme, c’est-à-dire sol. La progression harmonique est également identique à celle de la strophe précédente en ce qui concerne les cinq premières phrases. La sixième voit sa progression harmonique simplifiée sur toutes les répétitions des phrases pendant lesquelles la voix chante. Les accords sont plus réduits et ne sont composés majoritairement que de deux notes. 

### Troisième strophe
La voix reprend ici le matériau mélodique mais légèrement modifié après la troisième phrase. La tonalité repasse en majeur. Les quatrième, cinquième, et sixième phrases sont identiques à celles de la première strophe en ce qui concerne le matériau mélodique et la progression harmonique.

### Remarques
Une des particularités de ce lied est la répétition d’une note de basse tout au long de la partition. Une des explications les plus courantes serait que cette note fasse partie de l’accord. Dans la première et dernière strophe cette note est un ré (dominante de l’accord). Il s’agit de la note la plus grave de chaque accord à l'exception de deux accords dans les 12 premiers temps de chaque strophe. Dans la seconde strophe, cette note est un sol (dominante de l’accord). Il ne s’agit cependant pas toujours de la note la plus grave, mais elle est répétée sur chaque accord sur les 12 premiers temps. 
Si ces répétitions d’une même note de basse sont souvent envisagées comme faisant partie de l’accord, on peut également envisager celles-ci comme provoquant la plupart des accords de toniques qui apparaissent dans la seconde inversion. Mais, il semble que l'hypothèse la plus plausible soit que ces répétitions ne soient que des notes de pédales. Ces répétitions donnent un effet d’unification à la chanson à travers chaque strophe et brouille l’alternance constante entre les accords de tonique et de dominante. Leur absence, surtout dans les multiples répétitions dans les dernières phrases de chaque strophe, a tendance à accentuer l’importance de ces phrases et apporte un sentiment de soulagement à la suite de la répétition de cette même note. 
Dans son ensemble, chaque strophe reste assez statique jusqu’à la dernière phrase « Möchte ich sein », ou « Ewiglich sein » qui revêt un statut important qui lui est donné par un mouvement harmonique ainsi que par un mouvement de basse actif. 
Les premières et dernières strophes sont les plus complexes harmoniquement, et ce, du point de vue mélodique. La deuxième strophe quant à elle reste assez simple sous mais peut devenir la plus efficace si exécutée avec sensibilité. Elle peut également provoquer un grand contraste avec l’accélération soudaine grâce à la modulation vers la troisième strophe.

## Éditions et arrangements
La première édition du cycle paraît en 1816 à Vienne chez S.A. Steiner & Co et est dédiée au prince Joseph Franz von Lobkowitz. La première édition française paraît en 1898 à Paris chez Julien Hamelle avec une traduction de Victor Wilder :
| Vers les flots de vermeil D’où le char du soleil, Sort en vainqueur. Vers les cimes d’azur, Où le jour est si pur, Vole mon cœur ! Vole mon cœur ! Vers les chènes épais, D’où descendent la paix Et la fraîcheur Vers les ormes noueux, Vers les frènes nombreux, Vole mon cœur ! Vole mon cœur ! Au rivage lointain, D’où m’exile un destin, Plein de rigueur, Plein de rigueur Vers le chaste séjour, Où languit mon amour, Vole mon cœur ! Vole mon cœur ! |
| --- |

Une version anglaise paraît en 1902 éditée par Henry Krehbiel et traduite par Theodore Baker. Elle paraît à New York chez G. Shirmer. 
| Where the mountains arise Under lower ingskies, Peering thro’air, Where the sunset is red, Where the clouds overspread, Would I were there! In that slumberous vale Pain or woe ne’er may dwell. On rocky stair Where the primroses sleep, Wooing winds winds lightly sweep; Would I were there! To the shadowy grove Drive me longing and love, Lonely despair, lonely despair. Ah, I ne’er would a way, If with thee I might stay, Stay with thee e’er! |
| --- |

Une édition du cycle paraît chez Domonkos László Dergez qui transpose le cycle en do majeur. Ainsi, « Wo die Berge so blau » est transposé en mi majeur, passe en la majeur pour la deuxième strophe, avant de revenir à la tonalité de mi majeur.
Le compositeur et pianiste hongrois Franz Liszt arrange le cycle complet pour piano seul en 1849.

## Discographie sélective
Le plus ancien enregistrement conservé de « Wo die Berge so blau » date de 1939 et est interprété par Heinrich Schlusnus, accompagné de Sebastian Peschko. En juillet 2020, chez Warner Classics, paraît un nouvel enregistrement « Beethoven : Lieder & Folksongs » de Ian Bostridge (ténor) et d'Antonio Pappano (piano). Quelques mois plus tôt, en mars 2020, le baryton Matthias Goerne accompagné du pianiste Jan Lisiecki sortent un album consacré aux lieder de Beethoven chez Deutsche Grammophon. 
Parmi les nombreux interprètes de ce cycle, citons Heinrich Schlusnus, Dietrich Fischer-Dieskau, Hermann Prey, Fritz Wunderlich, Peter Schreier, Thomas Hampson, Christian Gerhaher, Matthias Goerne. Il arrive cependant que le cycle soit interprété par une voix de soprano, comme ce fut le cas de Lotte Lehmann et Barbara Hendricks.
| Date | Interprètes (chant, piano)                      | Album                                                                         | Label               |
| ---- | ----------------------------------------------- | ----------------------------------------------------------------------------- | ------------------- |
| 1958 | Heinrich Schlusnus (baryton), Sebastian Peschko | An die Ferne Geliebte op. 98 (enregistré en 1939)                             | Deutsche Grammophon |
| 1961 | Hermann Prey (baryton), Gerald Moore            | Beethoven Lieder                                                              | Columbia            |
| 1967 | Peter Schreier (baryton), Walter Olbertz        | Ein Liederabend Mit Peter Schreier                                            | ETERNA              |
| 1967 | Dietrich Fischer-Dieskau (baryton), Jörg Demus  | Beethoven : Lieder                                                            | Deutsche Grammophon |
| 1977 | Fritz Wunderlich (ténor), Heinrich Schmidt      | Fritz Wunderlich                                                              | Philips             |
| 1981 | Peter Schreier (baryton), Jörg Demus            | Beethoven - Lieder (enregistré au Salzburger Festspiele en 1977)              | ETERNA              |
| 1994 | Thomas Hampson (baryton), Geoffrey Parsons      | Beethoven, Franz, Grieg, Loewe, Schumann : Songs (live 1993)                  | EMI Classics        |
| 1995 | Lotte Lehmann (soprano), Paul Ulanowsky         | The Town Hall Recitals (enregistrement live de 1947)                          | Eklipse             |
| 2005 | Matthias Goerne (baryton), Alfred Brendel       | Beethoven, Schubert (enregistré live à Wigmore Hall, Londres, Novembre, 2003) | Decca               |
| 2009 | Barbara Hendricks (soprano), Love Derwinger     | Ludwig van Beethoven: Lieder & Volkslieder                                    | Arte Verum          |
| 2012 | Christian Gerharer (ténor), Gerold Huber        | Ferne Geliebte                                                                | Sony                |
| 2020 | Matthias Goerne (baryton), Jan Lisiecki         | Beethoven : Lieder & Folksongs                                                | Deutsche Grammophon |
| 2020 | Ian Bostridge (ténor), Antonio Pappano          | Beethoven                                                                     | Warner Classics     |

### Ouvrages
- (en) Jerry Doan, An interpretative analysis of the song cycle An die ferne Geliebte, by Ludwig van Beethoven (mémoire de maîtrise), Denton, North Texas State University, 1970
- Stanley Glenn, The Cambridge Companion to Beethoven, Cambridge University Press, 2000.
- Jean Massin, et Brigitte Massin, Ludwig van Beethoven, Paris, Fayard, 1967.
- James Parsons, The Cambridge Campanion to the Lied, Cambridge University Press, 2004.

### Articles
- Sylvia Bowden, « A Union of Souls » : Finding Beethoven’s « Distant Beloved », The Musical Times, vol. 150, n. 1909, p. 71-94. En ligne Consulté le 16 décembre 2021.
- Erik Brewerton, « Reflections on Beethoven’s Songs », The Musical Times, vol. 68, n. 1008, p. 114-117. En ligne Consulté le 18 décembre 2021.
- Christopher Reynolds, « The Representational Impulse in Late Beethoven, I : An die ferne Geliebte », Acta musicologica, vol. 60, n. 1, 1988, p. 43-46. En ligne Consulté le 16 décembre 2021.

### Éditions de l’œuvre
- Édition française (éd. J. Hamelle, Paris, trad. Victor Wilder, 1898), sur l'International Music Score Library Project
- Édition anglaise (éd. G. Shirmer, New York, trad. Theodore Baker, 1902), sur l'International Music Score Library Project
- Arrangement pour piano de Franz Liszt (éd. Peters, 1849), sur l'International Music Score Library Project

#### Lied
- An die ferne Geliebte Op. 98, partitions libres sur l'International Music Score Library Project

- Discographie sur le site Discogs.com

#### Texte
Traduction sur le site TheLiederNetArchive